# Filmfestival van Cannes 2024
Het 77ste Filmfestival van Cannes is een internationaal filmfestival dat plaats vond in Cannes, Frankrijk van 14 tot 25 mei 2024.
Het festival opende met de Franse film Le Deuxième Acte geregisseerd door Quentin Dupieux.

## Competitie

### Jury
De internationale jury:
| Naam    | Naam                          | Beroep                                    | Land             |
| ------- | ----------------------------- | ----------------------------------------- | ---------------- |
| nothumb | Greta Gerwig (juryvoorzitter) | Filmregisseur, scenarioschrijver, actrice | Verenigde Staten |
| nothumb | Ebru Ceylan                   | Regisseur, actrice, scenarioschrijfster   | Turkije          |
| nothumb | Lily Gladstone                | Actrice, producer                         | Verenigde Staten |
| nothumb | Eva Green                     | Actrice                                   | Frankrijk        |
| nothumb | Nadine Labaki                 | Regisseur, actrice, scenarioschrijfster   | Libanon          |
| nothumb | Juan Antonio Bayona           | Regisseur, scenarioschrijver, producer    | Spanje           |
| nothumb | Pierfrancesco Favino          | Acteur, producer                          | Italië           |
| nothumb | Hirokazu Kore-eda             | Regisseur, scenarioschrijver, producer    | Japan            |
| nothumb | Omar Sy                       | Acteur, producer                          | Frankrijk        |

### Selectie (langspeelfilms)
Speelfilms geselecteerd voor de competitie. De gearceerde film betreft de winnaar van de Gouden Palm.
| Film                                             | Regisseur            | Land                                                           | Prijzen |
| ------------------------------------------------ | -------------------- | -------------------------------------------------------------- | ------- |
| All We Imagine as Light                          | Payal Kapadia        | India / Frankrijk / Nederland / Luxemburg / Italië             |         |
| L'Amour ouf                                      | Gilles Lellouche     | Frankrijk / België                                             |         |
| Anora                                            | Sean Baker           | Verenigde Staten                                               |         |
| The Apprentice                                   | Ali Abbasi           | Canada / Denemarken / Ierland / Verenigde Staten               |         |
| Bird                                             | Andrea Arnold        | Verenigd Koninkrijk / Frankrijk / Duitsland / Verenigde Staten |         |
| Diamant brut (in competitie voor de Caméra d'or) | Agathe Riedinger     | Frankrijk                                                      |         |
| Feng liu yi dai (Caught by the Tides)            | Jia Zhangke          | China                                                          |         |
| Emilia Pérez                                     | Jacques Audiard      | Frankrijk / Mexico                                             |         |
| Grand Tour                                       | Miguel Gomes         | Portugal                                                       |         |
| Kinds of Kindness                                | Giorgos Lanthimos    | Verenigd Koninkrijk / Ierland / Verenigde Staten               |         |
| Limonov: The Ballad of Eddie                     | Kirill Serebrennikov | Italië / Frankrijk / Spanje                                    |         |
| Marcello Mio                                     | Christophe Honore    | Frankrijk                                                      |         |
| Megalopolis                                      | Francis Ford Coppola | Verenigde Staten                                               |         |
| Motel Destino                                    | Karim Ainouz         | Brazilië                                                       |         |
| Oh, Canada                                       | Paul Schrader        | Verenigde Staten                                               |         |
| Parthenope                                       | Paolo Sorrentino     | Italië / Frankrijk                                             |         |
| Pigen med nålen (The Girl With the Needle)       | Magnus von Horn      | Denemarken / Polen / Zweden                                    |         |
| La Plus Précieuse des marchandises               | Michel Hazanavicius  | Frankrijk / België                                             |         |
| The Seed of the Sacred Fig                       | Mohammad Rasoulof    | Iran                                                           |         |
| The Shrouds                                      | David Cronenberg     | Frankrijk / Canada                                             |         |
| The Substance                                    | Coralie Fargeat      | Verenigde Staten / Verenigd Koninkrijk                         |         |
| Trei kilometri până la capătul lumii             | Emanuel Parvu        | Roemenië                                                       |         |

Langspeelfilms buiten competitie:
| Film                                  | Regisseur                                        | Land                         |
| ------------------------------------- | ------------------------------------------------ | ---------------------------- |
| Le Deuxième Acte (openingsfilm)       | Quentin Dupieux                                  | Frankrijk                    |
| Le Comte de Monte-Cristo              | Alexandre De La Patellière en Matthieu Delaporte | Frankrijk                    |
| Furiosa: A Mad Max Saga               | George Miller                                    | Australië / Verenigde Staten |
| Horizon: An American Saga – Chapter 1 | Kevin Costner                                    | Verenigde Staten             |
| Rumours                               | Evan Johnson, Galen Johnson en Guy Maddin        | Duitsland / Canada           |
| She’s Got No Name                     | Peter Ho-sun Chan                                | China                        |

Séances de minuit:
| Film                                | Regisseur       | Land                         |
| ----------------------------------- | --------------- | ---------------------------- |
| Les Femmes au balcon                | Noémie Merlant  | Frankrijk                    |
| I, the Executioner                  | Ryu Seung-wan   | Zuid-Korea                   |
| The Surfer                          | Lorcan Finnegan | Australië / Verenigde Staten |
| Twilight of the Warriors: Walled In | Soi Cheang      | Hongkong                     |

Séances spéciales:
| Film                        | Regisseur                                            | Land                        |
| --------------------------- | ---------------------------------------------------- | --------------------------- |
| Apprendre                   | Claire Simon                                         | Frankrijk                   |
| La Belle de Gaza            | Yolande Zauberman                                    | Frankrijk                   |
| Ernest Cole, Lost and Found | Raoul Peck                                           | Verenigde Staten            |
| Le Fil                      | Daniel Auteuil                                       | Frankrijk                   |
| L'Invasion                  | Sergei Loznitsa                                      | Oekraïne                    |
| Lula                        | Oliver Stone                                         | Verenigde Staten / Brazilië |
| Nasty                       | Tudor Giurgiu, Cristian Pascariu en Tudor D. Popescu | Roemenië                    |
| Spectateurs                 | Arnaud Desplechin                                    | Frankrijk                   |
| An Unfinished Film          | Lou Ye                                               | China                       |

Cannes première:
| Film                     | Regisseur                            | Land                 |
| ------------------------ | ------------------------------------ | -------------------- |
| C’est pas moi            | Leos Carax                           | Frankrijk            |
| En fanfare               | Emmanuel Courcol                     | Frankrijk            |
| Everybody Loves Touda    | Nabil Ayouch                         | Marokko              |
| Maria                    | Jessica Palud                        | Frankrijk            |
| Miséricorde              | Alain Guiraudie                      | Frankrijk            |
| Rendez-vous avec Pol Pot | Rithy Panh                           | Cambodja / Frankrijk |
| Le Roman de Jim          | Arnaud Larrieu en Jean-Marie Larrieu | Frankrijk            |
| Vivre, Mourir, Renaître  | Gaël Morel                           | Frankrijk            |

## Un certain regard

### Jury
| Naam    | Naam                          | Beroep                | Land                  |
| ------- | ----------------------------- | --------------------- | --------------------- |
| nothumb | Xavier Dolan (juryvoorzitter) | Regisseur, acteur     | Canada                |
| nothumb | Maïmouna Doucouré             | Filmmaker             | Frankrijk / Senegal   |
| nothumb | Asmae El Moudir               | Filmmaker en producer | Marokko               |
| nothumb | Vicky Krieps                  | Actrice               | Duitsland / Luxemburg |
| nothumb | Todd McCarthy                 | Filmmaker, schrijver  | Verenigde Staten      |

### Selectie
Volgende films werden geselecteerd voor de competitie. De gearceerde film betreft de winnaar van de Prix Un certain regard.
| Film                                                             | Regisseur             | Land                                | Prijs |
| ---------------------------------------------------------------- | --------------------- | ----------------------------------- | ----- |
| Armand (in competitie voor de Caméra d'or)                       | Halfdan Ullman Tondel | Noorwegen                           |       |
| Boku no ohisama (My Sunshine)                                    | Hiroshi Okuyama       | Japan                               |       |
| Les Damnes                                                       | Roberto Minervini     | Italië                              |       |
| Flow                                                             | Gints Zilbalodis      | Frankrijk / België / Letland        |       |
| Gou zhen (Black Dog)                                             | Guan Hu               | China                               |       |
| Niki (in competitie voor de Caméra d'or)                         | Céline Sallette       | Frankrijk                           |       |
| L’Histoire de Souleymane                                         | Boris Lojkine         | Frankrijk                           |       |
| Ljósbrot When the Light Breaks                                   | Rúnar Rúnarsson       | IJsland                             |       |
| Norah                                                            | Tawfik Alzaidi        | Saoedi-Arabië                       |       |
| Le Procès du chien (in competitie voor de Caméra d'or)           | Laetitia Dosch        | Frankrijk                           |       |
| Le Royaume (in competitie voor de Caméra d'or)                   | Julien Colonna        | Frankrijk                           |       |
| On Becoming a Guinea Fowl                                        | Rungano Nyoni         | Verenigd Koninkrijk                 |       |
| Santosh                                                          | Sandhya Suri          | India                               |       |
| September Says (in competitie voor de Caméra d'or)               | Ariane Labed          | Frankrijk                           |       |
| The Shameless                                                    | Konstantin Bojanov    | Frankrijk / Zwitserland / Bulgarije |       |
| Viet and Nam                                                     | Truong Minh Quy       | Vietnam                             |       |
| The Village Next to Paradise (in competitie voor de Caméra d'or) | Mo Harawe             | Frankrijk / Oostenrijk              |       |
| Vingt Dieux (in competitie voor de Caméra d'or)                  | Louise Courvoisier    | Frankrijk                           |       |

## Semaine de la critique

### Jury
| Naam    | Naam                               | Beroep                   | Land      |
| ------- | ---------------------------------- | ------------------------ | --------- |
| nothumb | Rodrigo Sorogoyen (juryvoorzitter) | Regisseur, producent     | Spanje    |
| nothumb | Ben Croll                          | Filmcriticus, journalist | Canada    |
| nothumb | Eliane Umuhire                     | Actrice                  | Rwanda    |
| nothumb | Sylvie Pialat                      | Filmproducent            | Frankrijk |
| nothumb | Virginie Surdej                    | Cinematograaf            | België    |

### Selectie
De semaine de la critique is een parallelle sectie gewijd aan eerste en tweede films. Volgende films werden geselecteerd voor de competitie. De gearceerde film betreft de winnaar van de Grand prix de la Semaine de la critique.

### Speelfilms
| Film                                                    | Regisseur                    | Land             |
| ------------------------------------------------------- | ---------------------------- | ---------------- |
| Baby                                                    | Marcelo Caetano              | Brazilië         |
| Blue Sun Palace (in competitie voor de Caméra d'or)     | Constance Tsang              | Verenigde Staten |
| Julie zwijgt (in competitie voor de Caméra d'or)        | Leonardo Van Dijl            | België           |
| Locust (in competitie voor de Caméra d'or)              | Keff                         | Taiwan           |
| La Pampa (in competitie voor de Caméra d'or)            | Antoine Chevrollier          | Frankrijk        |
| Rafaat einy ll sama (The Brink of Dreams)               | Nada Riyadh en Ayman El Amir | Egypte           |
| Simon de la montaña (in competitie voor de Caméra d'or) | Federico Luis                | Argentinië       |

### Korte films
| Film                                                                                       | Regisseur                   | Land        |
| ------------------------------------------------------------------------------------------ | --------------------------- | ----------- |
| Alazar                                                                                     | Beza Hailu Lemma            | Ethiopië    |
| A menina e o pote (The Girl and the Pot)                                                   | Valentina Homem             | Brazilië    |
| As minhas sensações são tudo o que tenho para oferecer (My Senses Are All I Have to Offer) | Isadora Neves Marques       | Portugal    |
| Αυτο που ζηταμε απο ενα αγαλμα ειναι να μην κινειται                                       | Daphné Hérétakis            | Griekenland |
| Ella se queda (She Stays)                                                                  | Marinthia Gutiérrez Velazco | Mexico      |
| Montsouris                                                                                 | Guil Sela                   | Frankrijk   |
| Noksan                                                                                     | Cem Demirer                 | Turkije     |
| Radikals                                                                                   | Arvin Belarmino             | Filipijnen  |
| Supersilly                                                                                 | Veronica Martiradonna       | Frankrijk   |
| Taniec w Narożniku (Dancing in the Corner)                                                 | Jan Bujnowski               | Polen       |

### Séances spéciales
| Film                                                    | Regisseur            | Land      |
| ------------------------------------------------------- | -------------------- | --------- |
| Les Fantômes (in competitie voor de Caméra d'or)        | Jonathan Millet      | Frankrijk |
| La Mer au loin                                          | Saïd Hamich Benlarbi | Frankrijk |
| Les Reines du drame (in competitie voor de Caméra d'or) | Alexis Langlois      | Frankrijk |
| Animale                                                 | Emma Benestan        | Frankrijk |

## Ere-Gouden Palm
- George Lucas[6]
- Meryl Streep[7]
- Studio Ghibli[6]

## Prijswinnaars
| Categorie                   | Winnaar                                                      | Regisseur of film      | Land                      |
| --------------------------- | ------------------------------------------------------------ | ---------------------- | ------------------------- |
| Gouden Palm                 | Anora                                                        | Sean Baker             | Vlag van Verenigde Staten |
| Grote Prijs (Grand Prix)    | All We Imagine as Light                                      | Payal Kapadia          | -                         |
| Juryprijs                   | Emilia Perez                                                 | Jacques Audiard        | -                         |
| Beste regisseur             | Miguel Gomes                                                 | Grand Tour (film)      | -                         |
| Beste actrice               | Adriana Paz, Karla Sofía Gascón, Selena Gomez en Zoe Saldaña | Emilia Pérez           | -                         |
| Beste acteur                | Jesse Plemons                                                | Kinds of Kindness      | -                         |
| Beste scenario              | Coralie Fargeat                                              | The Substance          | -                         |
| Prix spécial                | The Seed of the Sacred Fig                                   | Mohammad Rasoulof      | -                         |
| Gouden camera (Caméra d'or) | Armand                                                       | Halfdan Ullmann Tøndel | -                         |
| Queer Palm                  | Trei kilometri până la capătul lumii                         | Emanuel Pârvu          | Vlag van Roemenië         |
| Palme Dog                   | Kodi                                                         | Le Procès du chien     | Vlag van Frankrijk        |